# Friedrich Maximilian Klinger
Pour les articles homonymes, voir Klinger.
Friedrich Maximilian Klinger, né le 17 février 1752 à Francfort-sur-le-Main et mort le 9 mars 1831 à Tartu, est un poète et dramaturge allemand.

## Biographie
Le père de Klinger, Johannes, était originaire de l'Odenwald hessois et avait appris le métier de tailleur et de chasseur. Après la mort prématurée du père, la mère Cornelia Dorothea Margaretha s'occupe de la famille qui vit désormais dans des conditions modestes. Grâce à son intelligence et avec l'aide de Goethe, Friedrich Maximilian Klinger commence à étudier le droit. Il est néanmoins attiré par le théâtre. En 1774, il écrit sa première tragédie, Otto, bientôt suivie par La femme qui souffre, Les jumeaux, La nouvelle Arria et Simonse Grisaldo. L'œuvre qui lui valut sa renommée fut cependant la tragédie Sturm und Drang, qui donna son titre au mouvement littéraire Sturm und Drang.
En 1776, Klinger passe quelque temps à Weimar pour vivre près de Johann Wolfgang Goethe; mais il se brouille avec celui-ci, et s'unit alors, comme dramaturge, à la troupe de Seyler. En 1778 cependant, il embrasse la carrière des armes. Deux ans plus tard, il passe au service de la Russie et est nommé officier d'ordonnance du grand-duc Paul. Ses vertus militaires lui valent une rapide carrière : en 1798, il est général, Directeur de l'École des Cadets, curateur de l'Université de Dorpat, et de surcroît très bien vu à la Cour. Il continue dans l'intervalle à écrire des tragédies, mais pendant la période russe, le meilleur de sa production est constitué par ses romans, dont La vie de Faust, ses exploits et comment il fut précipité en Enfer (de). L'aboutissement de sa contribution littéraire est rassemblé dans sept cent quatre-vingt-quatre aphorismes rassemblés sous le titre Considérations et réflexions sur différents sujets du monde et de la littérature (Betrachtungen und Gedanken über verschiedene Gegenstände der Welt und Literatur) (1803-1805).
En 1790, il épouse Elisaveta Alexandrovna Alexeïev, fille de Grigori Orlov et de l'impératrice Catherine II, dont il a trois enfants ; deux meurent précocement, le troisième, officier lui aussi, décède à la suite d'une amputation du pied, rendue nécessaire par une blessure qu'il avait reçue lors de la bataille de la Moskowa. Klinger en est profondément atteint ; il n'écrit plus et est poussé par une cour qui s'adonne au mysticisme à quitter toutes ses charges.
Friedrich Maximilian Klinger est un cousin de l'éditeur de musique Heinrich Philipp Bossler, par l'intermédiaire de sa grand-mère paternelle.

## Œuvre
Ses œuvres les plus marquantes sont : 
- Les Jumeaux (Die Zwillinge), écrit en 1775 ;
- Tempête et passion (Sturm und Drang (de)), écrit en 1776 et dont le titre allemand donna son nom au mouvement romantique allemand ;
- La vie de Faust, ses exploits et comment il fut précipité en Enfer (de) (Fausts Leben, Thaten und Höllenfahrt), roman écrit en 1791, complété dans une deuxième édition en 1794 et qui est considéré, avec les Faust de Marlowe et de Goethe comme un chef-d'œuvre dans ce domaine. Traduction française de François Colson chez Grèges éditeur (2005).
- Voyages avant le déluge (Reisen vor der Sündfluth), publié anonymement en 1795. Traduction française de François Colson, éditions Ressouvenances 2001, Cœuvres-et-Valsery.
- Le Faust oriental (Der Faust der Morgenländer, oder Wanderungen Ben Hafis Erzählers der Reisen vor der Sündfluth), roman publié anonymement en 1797. Traduction française de François Colson chez Grèges éditeur (2007).
- Histoire d'un allemand de la période toute récente (Geschichte eines Teutschen der neusten Zeit), roman publié en 1798. Traduction française de François Colson chez Grèges éditeur (2009).